# Ischaemum polystachyum
Ischaemum polystachyum är en gräsart som beskrevs av Jan Svatopluk Presl. Ischaemum polystachyum ingår i släktet Ischaemum och familjen gräs. Inga underarter finns listade i Catalogue of Life.